# Heinrich Welle
Heinrich Welle (* 20. Januar 1854 in Elleringhausen; † 30. Januar 1927 ebenda) war ein deutscher Landwirt und Politiker (DNVP).
Welle war der Sohn des Landwirts Heinrich Welle (1819–1884) und dessen Ehefrau Friederike, geborene Cramer (* 1820). Er heiratete am 31. Juli 1887 in Ober-Waroldern Marie Wilhelmine Elisabeth Gottmann (* 1860). Welle lebte als Landwirt in Elleringhausen. 1919 wurde er zum Ökonomierat ernannt.
1919 bis 1922 war er für die DNVP Abgeordneter in der Verfassungsgebenden Waldeck-Pyrmonter Landesvertretung.